# Cybistax
Cybistax é um género botânico pertencente à família Bignoniaceae.

## Sinonímia
Stenolobium

### Espécies
Cybistax anti-syphilitica Cybistax chrysea Cybistax coriacea
Cybistax donnell Cybistax donnell-smithii Cybistax intermedia
Cybistax macrocarpa Cybistax millsii Cybistax quinquefolia
Cybistax sprucei Cybistax subtomentosa Cybistax tinctoria